# Старая Наваринская крепость
Старая Наваринская крепость (греч. Παλαιό Ναυαρίνο) ― франкская крепость XIII века возле города Пилос, Греция. Один из двух замков, охранявших бухту Наварин: второй ― Новая Наваринская крепость, которая была построена османами. Чтобы отличать первую фортификацию от последней, франкскую крепость так и называют Палеокастрон (Παλαιόκαστρο ή Παλιόκαστρο ― «старая крепость»).

## Название
Во времена правления франков крепость была известна как Порт-де-Жон (фр. Port-de-Jonc, Port-de-Junch), итал. Porto-Junco, Zunchio, Zonchio, кат. Port Jonc, лат. Iuncum и греч. Ζόγγλον ή Ζόγκλον. В конце XIV — XV веке, когда он принадлежал Наваррской компании, замок назывался фр. Château Navarres, или Спанохори (греч. Σπανοχώρι, «испанское селение»).

## История
Замок расположен на вершине скалы у северного края бухты, в окружении отвесных утёсов. Место весьма благоприятно для обороны, и, вероятно, оно было занято ещё с античных времён. Хотя на данный момент нет никаких физических барьеров, препятствующих доступу в замок, его руины официально объявлены закрытыми, потому что структура считается непрочной и опасной для посетителей.
В 1204 году, после окончания Четвёртого крестового похода, Пелопоннес, или Морея, ― попал под власть княжества Ахайя, франкского государства крестоносцев. Как гласят французская и греческая версии «Морейской хроники», замок был построен Николаем II, лордом Фив, который около 1281 года получил обширные земли в Мессении в обмен на уступку его женой Анной Комниной Дукиней владений в Каламате и Хлемуци. Согласно греческому источнику, эти земли он хотел передать в наследство своему племяннику, Николаю III. Арагонские источники приписывают строительство замка самому Николаю III. Медиевист Антуан Бон (Antoine Bon, 1901—1972) находит версию начала строительства крепости при Николае II в 1280-х годах более вероятной. Говоря конкретнее, он сужает возможные рамки начала строительства 1287―1289 годами, когда Николай II занимал пост вице-короля (бейлиф) Ахеи. При этом неясно, смог ли его племянник в самом деле унаследовать Наварино. Если ему это удалось, то тогда он и владел им вплоть до своей смерти в 1317 году, когда вся Мессения вернулась во владение княжеского домена, поскольку у Николая III не было детей.
Крепость долгое время не имела никакого важного военного значения. Исключение составили одно морское сражение ― битва при Порто-Лонго, произошедшая в 1354 году между флотами Венеции и Генуи, а также один эпизод в 1364 году, имевший место во время конфликта между Марией де Бурбон и князем Филипп II Тарентским. Мария пыталась претендовать на власть над княжеством после смерти её мужа, Роберта Тарентского. Она имела в своём владении Наварино (вместе с Каламатой и Мани), которые получила от Роберта в 1358 году. Новый кастелян замка, преданные Марии, ненадолго заключил в тюрьму нового белифа, Симона-дель-Поджио. Мэри сохраняла контроль над Наварино до своей смерти в 1377 году. Примерно в те же годы в данном районе поселились албанцы. В 1381―1382 в этих землях также хозяйничали наваррские, гасконские и итальянские наёмники. В начале XV века крепость попала в сферу интересов венецианцев, которые опасались, чтобы их соперники, генуэзцы, могут завладеть ей и использовать её в качестве базы для нападения на венецианские форпостов Метони и Корони. Поэтому венецианцы захватили крепость в 1417 году и, после длительных дипломатических манёвров, им удалось узаконить своё новое владение от князя Ахеи, Чентурионе II Дзаккариа, в 1423 году.
В 1423 году Наварино, как и весь Пелопоннес, впервые был подвергнут нападению со стороны османов во главе с Турахан-беем. В 1452 году состоялся второй набег. Именно из Наварино император Иоанн VIII Палеолог направился в Ферраро-Флорентийский собор в 1437 году. Отсюда же в 1460 году покинул Грецию вместе с семьёй последний деспот Мореи, Фома Палеолог. После 1460 года крепость, наряду с другими венецианскими аванпостами: Монемвасии и Мани, была единственной точкой контроля христиан на полуострове. Венецианцы удержали контроль над Наварино после Первой турецко-венецианской войны (1463―1779), но были вынуждены его уступить после второй (1499―1503): после поражения венецианцев в битве при Модоне в августе 1500 года, трёхтысячный гарнизон крепости сдался, хотя она была хорошо подготовлена к осаде. Тем не менее вскоре венецианцы отбили крепость 3―4 декабря того же года, но 20 мая 1501 года снова уступили её после совместной атаки османов в суши и моря под руководством Кемаль-реиса и Хадыма Али-паши.

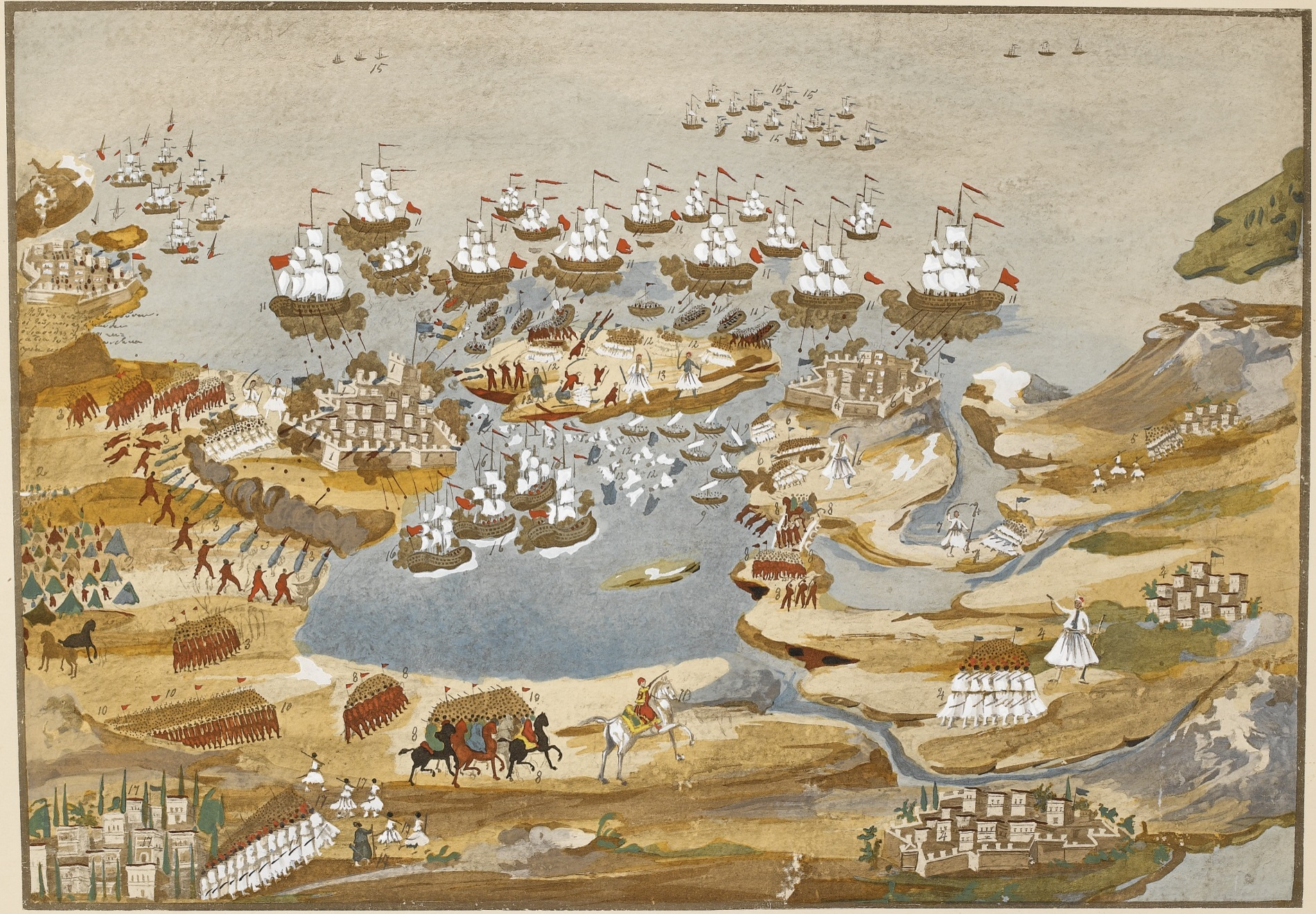
Картина, изображающая нападение Ибрагима-Паши на Сфактирию (в центре), сопровождаемой наступлением на Наварино (слева) и Палеокастро (справа) в 1825 году

В 1572―1573 годах командующий флотом турок (капудан-паша) Улуч Али построил Новую Наваринскую крепость, чтобы та могла заменить устаревший франкский замок. Старая крепость быстро потеряла своё значение: новое укрепление лучше защищало вход в бухту с юга, особенно когда северный вход был блокирован в 1571 году кораблями, затопленными после битвы при Лепанто; также на новом месте было легче организовать водоснабжение. В конце XVI века в Старой крепости находился лишь символический гарнизон, сама фортификация всё более ветшала и частично разрушилась. Во время Морейской войны османы сосредоточили свою оборону на новом замке, а старый замок с его гарнизоном их 100 человек сдался без боя венецианцам под командованием Франческо Морозини 2 июня 1686. Наряду с остальной частью Пелопоннеса, обе крепости оставались в руках венецианцев до 1715 года, когда турки вновь отбили их. Венецианцы планировали либо укрепить, либо разрушить крепость, но в конечном итоге успели лишь немного её улучшить, прежде чем она была занята турками. Турки также не провели никакой реконструкции, оставив здесь незначительный гарнизон. В апреле — июне 1770 года район временно перешёл в руки прорусских сил во время Русско-турецкой войны 1768―1774 годов и Пелопоннесского восстания в Греции.
После начала Греческой революции в марте 1821 году, греки захватили Новую Наваринскую крепость и уничтожили её гарнизон в первую неделю августа 1821 года. Район находился в руках греков до 1825 года, когда Ибрагим-паша захватил старый замок 29 апреля, а новую крепость ― 11 мая. Турецко-египетский гарнизон оставался в них, пока не был передан французскими войсками под командованием Николя Жозефа Мезона весной 1828 года. Французам к тому времени достались почти что одни руины.